# Арнораджа
Арнораджа (хинди अर्णोराज चौहान) (годы рождения и смерти неизвестны) — индийский царь (махараджа) из династия Сакамбхара Чахамана (ок. 1135 — ок. 1150). Он правил царством Сападалакша, которая включала в себя часть современного Раджастхана на северо-западе Индии. Арнораджа отбил вторжение Газневидов с запада, а также победил нескольких соседних индуистских царей, включая династии Парамара и Томара. Ему пришлось столкнуться с поражениями от Чалукьев, и в конце концов он был убит своим собственным сыном, Джагаддевой.

## Ранняя жизнь
Арнораджа был сыном царя Чахаманы Аджаяраджи II (ок. 1110- ок. 1135) и его жены Сомалладеви. Он известен под различными именами, в том числе Аналадева, Аналадева, Ана, Анна и Анака. В двух надписях 1139 года в Ревасе упоминается его титул Махараджадхираджа-Парамешвара. В рукописи Авашьяка-Нирюкти 1141 года упоминается его титул как Парамабхаттарака-Махараджадхираджа-Шримад.

## Военная карьера

### Парамары
Надпись на скале Биджолия сообщает о том, что Арнораджа унизил Нирвану-Нарьяну, правителя династии Парамары Наравармана (ок. 1094 — ок. 1130). Отец Арнораджи Аджаяраджа II победил Наравармана, так что этот инцидент, возможно, имел место, когда Арнораджа был принцем.
Аджмерская прашасти (хвалебная надпись) также начинается с упоминания Наравармана, но этот стих неполон. Четырьмя строками позже в ней говорится, что воины Арнораджи захватили слонов царя Малвы (Малавеша). Историк Дашаратха Шарма считает, что этим царем Малвы был Нараварман. Согласно Р. Б. Сингху, это, вероятно, относится к военному успеху Арнораджи против преемника Наравармана Яшовармана.

### Томары
Надпись (прашсти) Аджмера также гласит, что солдаты Арнораджи шли на Хаританаку (современная Харьяна). Их вторжение сделало воды реки Калинди грязными и заставило женщин этой страны проливать слезы. Это, по-видимому, относится к вторжению Арнораджи в царство Томара. Арнораджа, похоже, победил Томаров, но эта победа не была решающей, так как его сын Виграхараджа IV также должен был сражаться против Томаров.

### Турушки
Согласно Аджмерской прашасти, Арнораджа украсил Аджмер кровью Турушек (тюркского народа). Притхвираджа Виджая также утверждает, что Арнораджа отразил мусульманское вторжение. Согласно тексту, эти захватчики пришли через пустыню и должны были пить кровь своих лошадей в отсутствие воды. После победы над этими захватчиками Арнораджа очистил место их гибели, запустив в эксплуатацию озеро, которое отождествляется с современным Ана Сагаром. Озеро было заполнено водой реки Чандра, отождествляемой с современной рекой Банди.
Историк Х. К. Рэй предположил, что мусульманские захватчики, побежденные Арнораджей, были яминийскими (газневидскими) генералами из Лахора. Однако Р. Б. Сингх идентифицирует захватчика как самого газневидского султана Бахрам-шаха. В мусульманской хронике XIII века Табакат-и-Насири говорится, что вождь по имени Мухаммад Бахалим однажды восстал против Бахрам-шаха. Говорят, что крепость Нагаур построил Бахалим. Бахрам-шах двинулся в Индию, чтобы разбить Бахалима, который также выступил из Нагаура со своей армией. Две армии встретились в Мултане, где Бахалим был побежден и убит. Р. Б. Сингх предполагает, что после восстания против Бахрам-шаха Бахалим попросил убежища у Чахаманов. Арнораджа пожаловал ему вотчину Нагаур. После победы над Бахалимом Бахрам-шах, возможно, попытался подчинить себе Арнораджу, но потерпел поражение. Мусульманские хроники, вероятно, опустили это событие, чтобы избежать записи поражения Бахрам-шаха.

### Чалукьи из Гуджарата

#### Джаясимха Сиддхараджа
Правление Арнораджи привело к возрождению конфликта Чахамана-Чаулукьи, вероятно, в результате их попыток контролировать ослабляющееся царство Парамара в Малве. Этот конфликт, по-видимому, закончился с преимуществом для гуджаратского царя Чалукьев Джаясимхи Сиддхараджи. По словам гуджаратского ученого Хемачандры Двьяшрая, Ана Сападалакши (то есть Арнораджа), склонил голову перед Джаясимхой Надпись Самбхара (Шакамбхари) дает генеалогию царей из династии Чалукьев, от Мулараджи до Джаясимхи. В нём упоминается Самбхар, что указывает на то, что Джаясимха, возможно, даже занимал столицу Чахаманы в течение короткого периода времени.
Кирти Каумиди также утверждает, что Джаясимха победил Арнораджу, но добавляет, что Джаясимха отдал свою дочь Канчану за Арнораджу. Сомешвара, сын Арнораджи и Канчаны, был воспитан при дворе Чалукьев в Гуджарате. Супружеский союз, вероятно, прекратил конфликт на короткое время, но конфликт Чаулукья-Чахамана возобновился после смерти Джаясимхи, правившего в 1092—1142 годах.

#### Кумарапала
После смерти Джаясимхи началась война за престолонаследие между его номинальным и приемным сыном Чахадой (также Бахадой или Чарудаттой) и его родственником Кумарапалой. Чахада заключил союз с Арнораджей и другими князьями и подстрекает их к борьбе с Кумарапалой, о чём свидетельствуют несколько источников, включая Двьяшрайю, Кумарапалу Чаритуи Прабандху-Чинтамани. Согласно Мерутунге, автору Прабандхи Чинтамани, Арнораджа напал на Гуджарат, потому что считал Кумарапалу более слабым правителем, чем Джаясимха . Историк А. К. Маджумдар предполагает, что Арнораджа, возможно, планировал заменить Кумарапалу своим сыном Сомешварой.
Согласно Кумарапала Чарите, Арнораджа потерпел поражение в этой войне, пострадав от стрелы, выпущенной в его лицо. Война, по-видимому, закончилась брачным союзом: дочь Арнораджи Джахлана вышла замуж за Кумарапалу. Согласно более поздним джайнским легендам, сестра Кумарапалы Девалладеви также вышла замуж за Арнораджу. Однако существование Девалладеви сомнительно. Несмотря на конфликт, Кумарапала хорошо относился к сыну Арнораджи Сомешваре (который жил при дворе Чалукьев в Гуджарате).
Около 1150 года, вероятно, произошла вторая война между Арнораджей и Кумарапалой. По словам джайнских хронистов Гуджарата, таких как Джаясимха Сури, Раджашекхара и Цзина-Мандана, Арнораджа когда-то оскорбил джайнов, играя в шахматы с женой Девалладеви. Прабандха-Коша Раджашекхары сообщает, что, хотя забирая пешку жены, Арнораджа отметил, что «убил этих Mundikas» в шутку. Это оскорбило её, потому что Мундика (буквально «лысый») могла относиться к постриженным джайнским гуру Шветамбары. Девалладеви, набожный джайн и сестра Кумарапалы, попросила своего брата отомстить за это оскорбление.
А. К. Маджумдар указывал, что Кумарапала (1143—1172) позже обратился в джайнизм, поэтому легенда о том, что его сестра обиделась на Арнораджу, кажется исторически неточной. Согласно Дашаратхе Шарме, Девалладеви — вымышленный персонаж, созданный либо Раджашехарой, либо другим джайнским писателем, поскольку ни одна из хроник, написанных до XIV века, не упоминает о ней. Согласно Маджумдару, Арнораджа, вероятно, вторгся в царство Чалукьев, воспользовавшись участием Кумарапалы в других конфликтах. Эта вторая война также закончилась поражением Арнораджи. Победа Кумарапалы над Арнораджей подтверждается многочисленными надписями династии Чалукьев.

### Другие кампании
Надпись на скале Биджолия гласит, что Арнораджа отомстил царству Куша-Варана (Куша-Варана). Идентичность этого царства не является определённой. Историк А. К. Вьяс предположил, что Куша и Варана были двумя отдельными царствами. Он отождествлял Кушу с Каннауджем, а Варану — с Буландшахром. Историк Р. Б. Сингх указывает, что Каннауджем правил царь Гахадавала Говиндачандра, и для Арнораджи было бы нелегкой задачей напасть на такое могущественное царство. Согласно Дашаратхе Шарме в соответствующем контексте термин «Куша» означает «грешный»; надпись характеризует царство Варана как грешное. Шарма теоретизирует, что царством Варана управляли додские раджпуты, чьим королем был либо Сахаджадитья, либо Бходжадева.
Прашасти (надпись) в Аджмере гласит, что Арнораджа достиг рек Синдху и Сарасвати. В отсутствие другой информации детали этой экспедиции не ясны.

## Смерть
У Арнораджии было по меньшей мере четверо сыновей. Из них Сомешвара родился от Канчаны, принцессы Чалукья из Гуджарата. Остальные трое были рождены от Судхавы, принцессы Марвара: Джагаддева, Виграхараджа IV и Девадатта. Джагаддева убил Арнораджу и на короткое время занял трон Чахаманы, прежде чем Виграхараджа IV стал следующим царем.